# Gabriella De Almeida Rinne

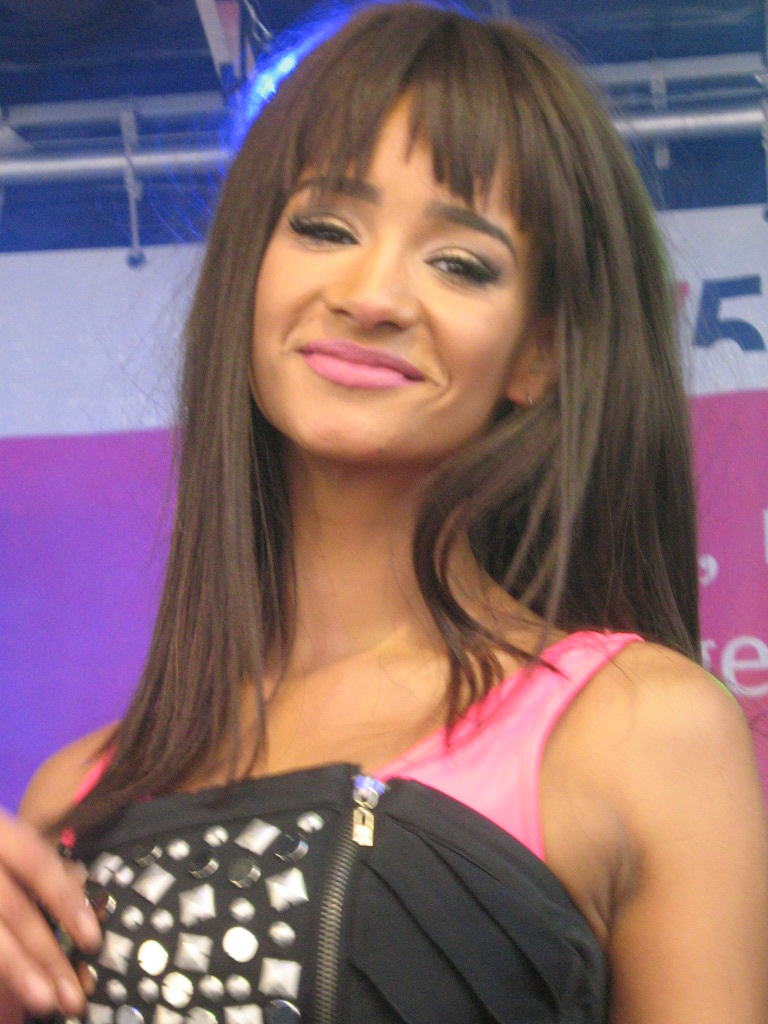
Gabriella De Almeida Rinne (2010)

Gabriella Christina „Gabby“ De Almeida Rinne (* 26. Februar 1989 in Rio de Janeiro) ist eine brasilianisch-deutsche Popsängerin und Reality-TV-Teilnehmerin. 2008 wurde sie Mitglied der Pop-Gruppe Queensberry, die sich 2013 auflöste. Im Januar 2014 veröffentlichte sie unter ihrem Vornamen Gabriella ihre erste Solosingle. 2020 wechselte sie ihren musikalischen Künstlernamen zu Gabriella de Almeida und 2022 zu Gabby.

## Biografie
De Almeida Rinne wurde als Tochter einer brasilianischen Mutter und eines deutschen Vaters in Brasilien geboren und kam im Alter von drei Jahren nach Deutschland. Deswegen besitzt sie auch die brasilianische Staatsbürgerschaft. Sie wuchs in Berlin-Neukölln auf. Nach der Scheidung ihrer Eltern im Jahre 1997 lebte sie einige Jahre in einem Kinderheim. Nach Abbruch ihrer Schulausbildung begann sie eine Schneiderlehre. Mit 15 Jahren brachte De Almeida Rinne eine Tochter zur Welt. Da De Almeida Rinne mit ihrem gewalttätigen Freund zusammenlebte, schaltete sich das Jugendamt ein und brachte das Kind im Alter von drei Jahren in eine Pflegefamilie. Sieben Jahre später rief ihre Tochter bei ihr an; seitdem entstand ein regelmäßiger Kontakt.

### Queensberry
2008 bewarb sie sich beim Popstars-Casting in Dresden mit dem Lied Can’t Fight the Moonlight von LeAnn Rimes. In der Folge vom 11. Dezember 2008 wurde sie als drittes Mitglied von der Jury in die Girlgroup Queensberry gewählt. Eine im Oktober 2012 angekündigte Schaffenspause der Gruppe zugunsten von Soloprojekten erwies sich 2013 als endgültige Trennung.

### Solokarriere

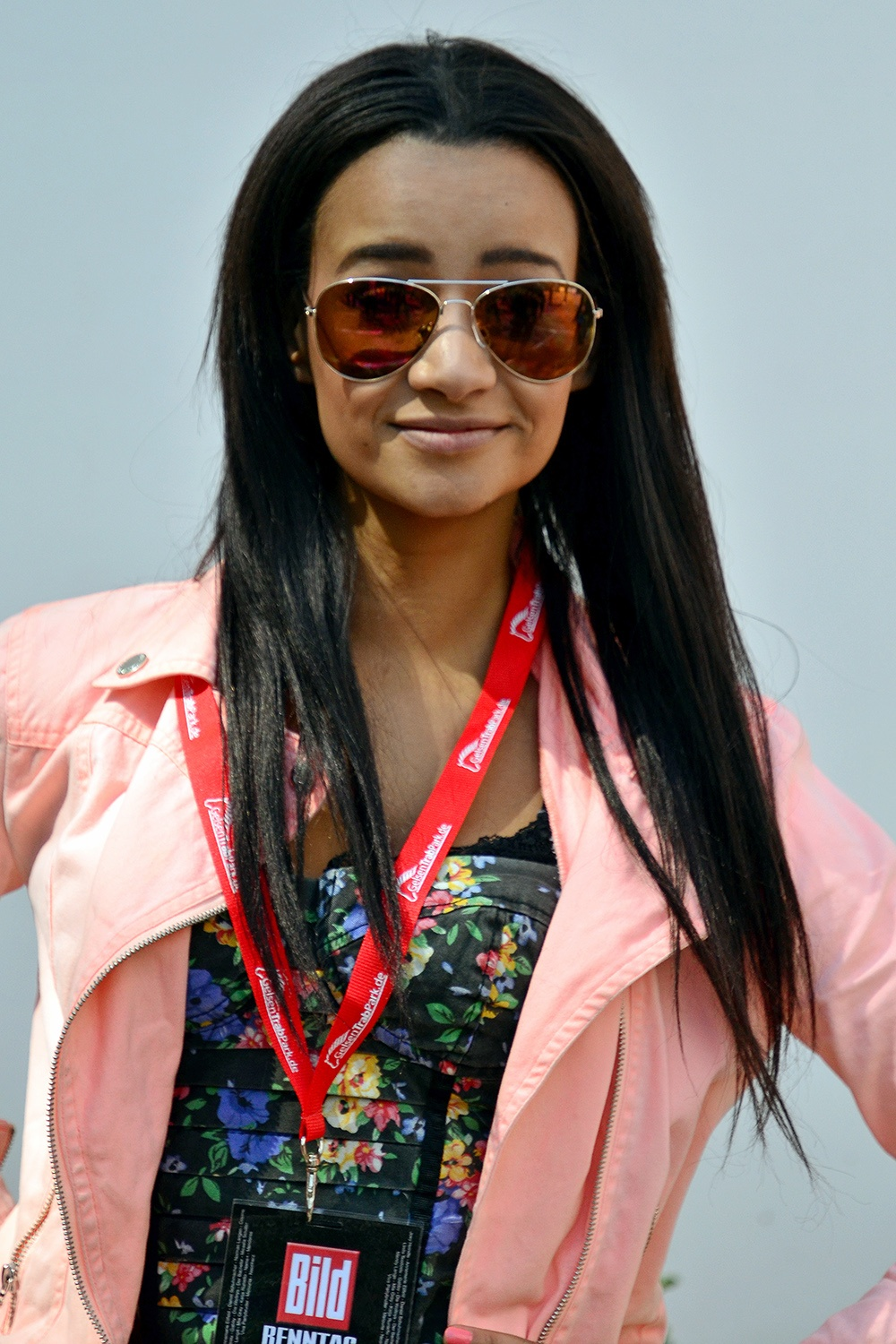
Gabriella De Almeida Rinne (2013)

2008 nahm De Almeida Rinne mit dem Rapper Taichi das Lied Wie Ihr auf, das auf seinem Soloalbum Therapie enthalten ist. Auch mit dem Rapper Alpa Gun nahm De Almeida Rinne das Lied Leb wohl auf, welches im Oktober 2012 auf seinem Album Ehrensache erschien. Anfang 2013 veröffentlichte sie eine Kinder- und Babykollektion, die bei etsy erhältlich war. Im Mai 2013 moderierte sie im Rahmen der YOU-Messe die Verleihung des EMMAwards 2013, ein Musik- und Medienpreis. Im August und September 2013 war sie in der ProSieben-Realitydokumentation Reality Queens auf Safari zu sehen.
Im Januar 2014 nahm sie an der deutschen Reality-Show Ich bin ein Star – Holt mich hier raus! bei RTL teil und belegte den siebten Platz. Kurz vor dem Einzug ins Dschungelcamp absolvierte sie ein Shooting für die Februar-Ausgabe des deutschen Playboy-Magazins. Gleichzeitig erschien ihre erste Solosingle Fighter. Als Megapark Allstars veröffentlichte sie im Juli 2014 zusammen mit verschiedenen Künstlern wie Jürgen Drews, Olivia Jones, Paul Janke, Marc Terenzi, Micaela Schäfer, Willi Herren und Ina Colada für einen wohltätigen Zweck das Lied Wir sind der Megapark.
Im Sommer 2015 nahm sie an der Sendung Ich bin ein Star – Lasst mich wieder rein! teil. Im Februar 2016 posierte sie für den Katalog des Erotikshops Orion. Außerdem wirkte sie im Juni 2016 veröffentlichten Musikvideo Medina von Kitty Kat mit. Den Rapper Kay One unterstützte Gabriella De Almeida Rinne auf der Suche nach einer Sängerin in der ersten Folge seiner Doku-Soap Kay One – Sängerin gesucht.
2020 veröffentlichte sie nach einer sechsjährigen musikalischen Pause in Zusammenarbeit mit dem Rapper Rami Cross beim Label Chef Records Hamburg ihre zweite Solo-Single Candypool. Zusammen mit dem DJ-Duo Anstandslos & Durchgeknallt erschien im September 2022 die Single Klempner Klaus.

## Diskografie
Für die Diskografie von Queensberry, siehe Queensberry (Band)#Diskografie.
Singles
- 2014: Fighter – als  Gabriella
- 2020: Candypool – Gabriella de Almeida feat. Rami Cross
- 2022: Klempner Klaus – Gabby & Anstandslos & Durchgeknallt
- 2023: Catfish – Gabby
- 2024: Gibt's hier n Arzt – Gabby x Calvin Kleinen
- 2024: Dose – Eddy Bock x Gabby
- 2024: Boris Becker
- 2024: Der Pegel ist zurück (Meine DNA) – Gabby x Michi Sause x Imisch
- 2025: Eule – Gabby & Bronaldos

Gastbeiträge
- 2008: Wie Ihr (mit Taichi; auf seinem Album Therapie)
- 2012: Leb wohl (mit Alpa Gun; auf seinem Album Ehrensache)
- 2014: Wir sind der Megapark (als Teil des Benefiz-Projekts Megapark Allstars)
- 2018: Wir sind die Welt  (als Teil des Benefiz-Projekts Sista DD & Friends)
- 2022: Phobia (auf dem Album Femme Fatale von Siryus)

## Filmografie
- 2008: Popstars
- 2009: Wok-WM
- 2009: The Next Uri Geller
- 2009: Alvin und die Chipmunks 2 (Synchronisation)
- 2009: TV total Turmspringen
- 2011: Alvin und die Chipmunks 3: Chipbruch (Synchronisation)
- 2011: mieten, kaufen, wohnen[14]
- 2011: Das perfekte Promi-Dinner[15]
- 2013: Reality Queens auf Safari
- 2014: Ich bin ein Star – Holt mich hier raus!
- 2014: Das perfekte Promi-Dinner
- 2014: Promi Shopping Queen
- 2015: Ich bin ein Star – Lasst mich wieder rein!
- 2016: Kay One – Sängerin gesucht